# Вильк, Якуб
Якуб Вильк (пол. Jakub Wilk; 11 июля 1985, Познань) — польский футболист, полузащитник клуба «Бытовия».

## Клубная карьера
Родившийся в городе Познань Якуб Вильк начинал свою футбольную карьеру в местной команде «SKS 13 Познань», откуда в 2003 году он перешёл в «Лех». Вильк начал играть там в составе резервной команды клуба. В сезоне 2004/05 он был включён в первую команду, но не провёл за неё ни одного матча.
В сезоне 2005/06 Вильк появлялся на поле в 10 матчах «Леха» в Экстракласе. В составе клуба из Познани Вильк провёл следующие 6 сезонов, за которые успел стать чемпионом Польши и обладателем Кубка и Суперкубка страны. В зимнее трансферное окно 2012 года он был отдан в аренду «Лехии» из Гданьска, где и провёл оставшуюся половину чемпионата 2011/12.
17 января 2013 года по взаимному согласию сторон Вильк расторгнул контракт с «Лехом», в том же месяце он стал игроком литовского «Жальгириса». Летом 2013 Вильк перешёл в румынский «Васлуй». Но из-за задолженности клуба по выплате заработной платы в январе 2014 года контракт был расторгнут и Вильк вернулся в и вильнюсский «Жальгирис».

## Карьера в сборной
Якуб Вильк дебютировал в составе сборной Польши 7 февраля 2009 года в товарищеском матче против сборной Литвы, проходившем в португальском Вила-Реал-ди-Санту-Антониу. В июне того же года он провёл ещё 2 товарищеских матча в составе сборной и на этом его выступления за главную национальную команду закончились.